# 제임스 피어스

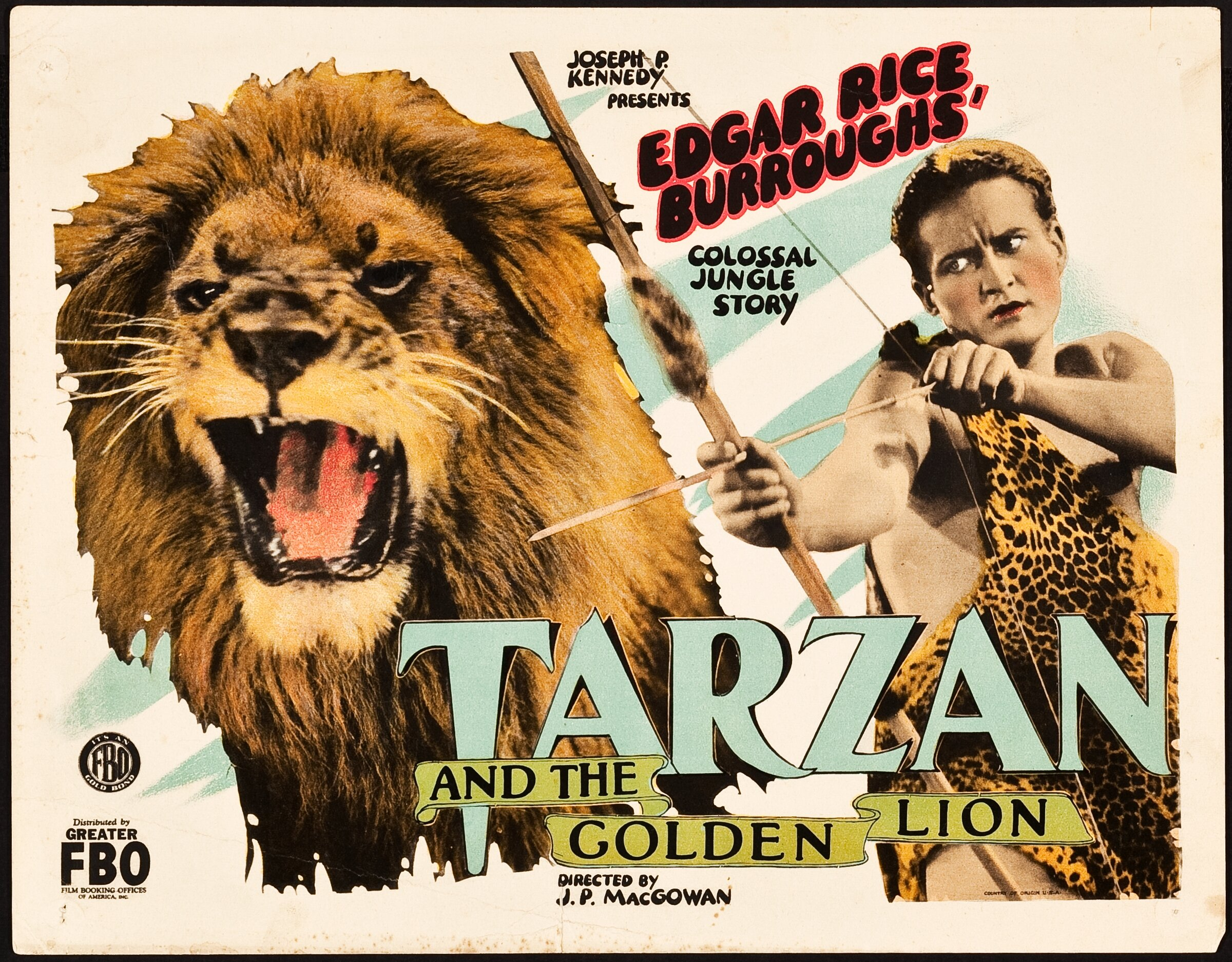

제임스 피어스(James Pierce, 1900년 8월 8일 ~ 1983년 12월 11일)는 미국의 배우이다.
비법인지구에서 태어났으며 애플밸리 (캘리포니아주)에서 사망하였다.

## 영화
- 쇼 보트 (1951년)
- 마이 페이버릿 브뤼넷 (1947년)
- 록시 하트 (1942년)
- 채드 한나 (1940년)
- 조로 파이팅 리전 (1939년)
- 워킹 데드 (1936년)
- 플래쉬 고든 (1936년)
- 풋볼 대소동 (1932년)
- 타잔 - 제임스 피어스 편 (1927년)
- 날개 (1927년)